# Mały Buczek (Kępno)
Pour les articles homonymes, voir Mały Buczek.
Mały Buczek est une localité polonaise de la gmina rurale de Rychtal, située dans le powiat de Kępno en voïvodie de Grande-Pologne. Elle se situe à environ 18 kilomètres au sud-ouest de Kępno et à 153 kilomètres au sud-est de Poznań, la capitale régionale. 